# Ratkovce
Ratkovce (in ungherese Ratkóc) è un comune della Slovacchia facente parte del distretto di Hlohovec, nella regione di Trnava.